# Mitești
Mitești – wieś w Rumunii, w okręgu Jassy, w gminie Miroslovești. W 2011 roku liczyła 239 mieszkańców.